# Lake Mason
Der Lake Mason ist ein aus zwei Teilen bestehender See im Hurunui District der Region Canterbury auf der Südinsel von Neuseeland.

## Namensherkunft
Der See wurde 1857 von Edward Dobson nach einem seiner Begleiter auf seiner Expedition zur West Coast benannt.

## Geographie
Der Lake Mason besteht aus zwei Seen, die durch einen rund 200 m langen Bach verbunden sind. Der nördliche See befindet sich auf einer Höhe von 676 m, rund 2,25 km südwestlich des Loch Katrine und rund 2,5 km südlich des Lake Sumner. Er besitzt eine Größe von 52,9 Hektar, hat einen Seeumfang von rund 3,47 km, eine Länge von rund 1,33 km in Nord-Süd-Richtung und eine maximale Breite von rund 525 m in Ostwest-Richtung. Der kleinere südlich gelegene See liegt einen Meter tiefer, besitzt eine Flächenausdehnung von rund 18,9 Hektar, einen Seeumfang von rund 1,95 km, eine Länge von 660 m in Nord-Süd-Richtung und eine maximale Breite von rund 480 m in Ost-West-Richtung.
Gespeist wird der Lake Mason von verschiedenen kleinen Bächen. Die Entwässerung des Sees findet am südlichen Ende des südlichen Sees über den rund 1,57 km langen Mason Stream statt, der die Wässer dem Hurunui River South Branch zuträgt.

## Wanderweg
Um den südlichen See herum und an der Ostseite des oberen Sees führt ein Wanderweg, der vom Hurunui River South Branch kommend nach Norden führt.